# Nka: Revista de Arte Africana Contemporânea
Nka: Journal of Contemporary African Art (Nka: Revista de Arte Africana Contemporânea) é um periódico acadêmico focado em arte contemporânea, da África e da diáspora africana, sob perspectivas moderna e pós-moderna.Atualmente é publicada duas vezes por ano pela Duke University Press sob os cuidados do Centro de Estudos e Pesquisa Africana da Universidade Cornell.  
O periódico foi fundado por Okwui Enwezor em 1994.   Junto com Enwezor, foram co-editores e fundadores Chika Okeke-Agulu e Salah M. Hassan .   Além de acadêmicos, vários artistas notáveis, como Coco Fusco, Ibrahim El-Salahi e Kendell Geers, também atuaram nos seus conselhos editoriais e consultivos. 
Nka recebeu financiamento da Fundação Andy Warhol para as Artes Visuais e do Fundo Príncipe Claus para a Cultura e o Desenvolvimento .  